# Agathis anglica
Agathis anglica är en stekelart som beskrevs av Marshall 1885. Agathis anglica ingår i släktet Agathis och familjen bracksteklar. Arten är reproducerande i Sverige. Inga underarter finns listade i Catalogue of Life.